# Cryphia divisa
Cryphia divisa là một loài bướm đêm trong họ Noctuidae.